# Pimentas (Guarulhos)

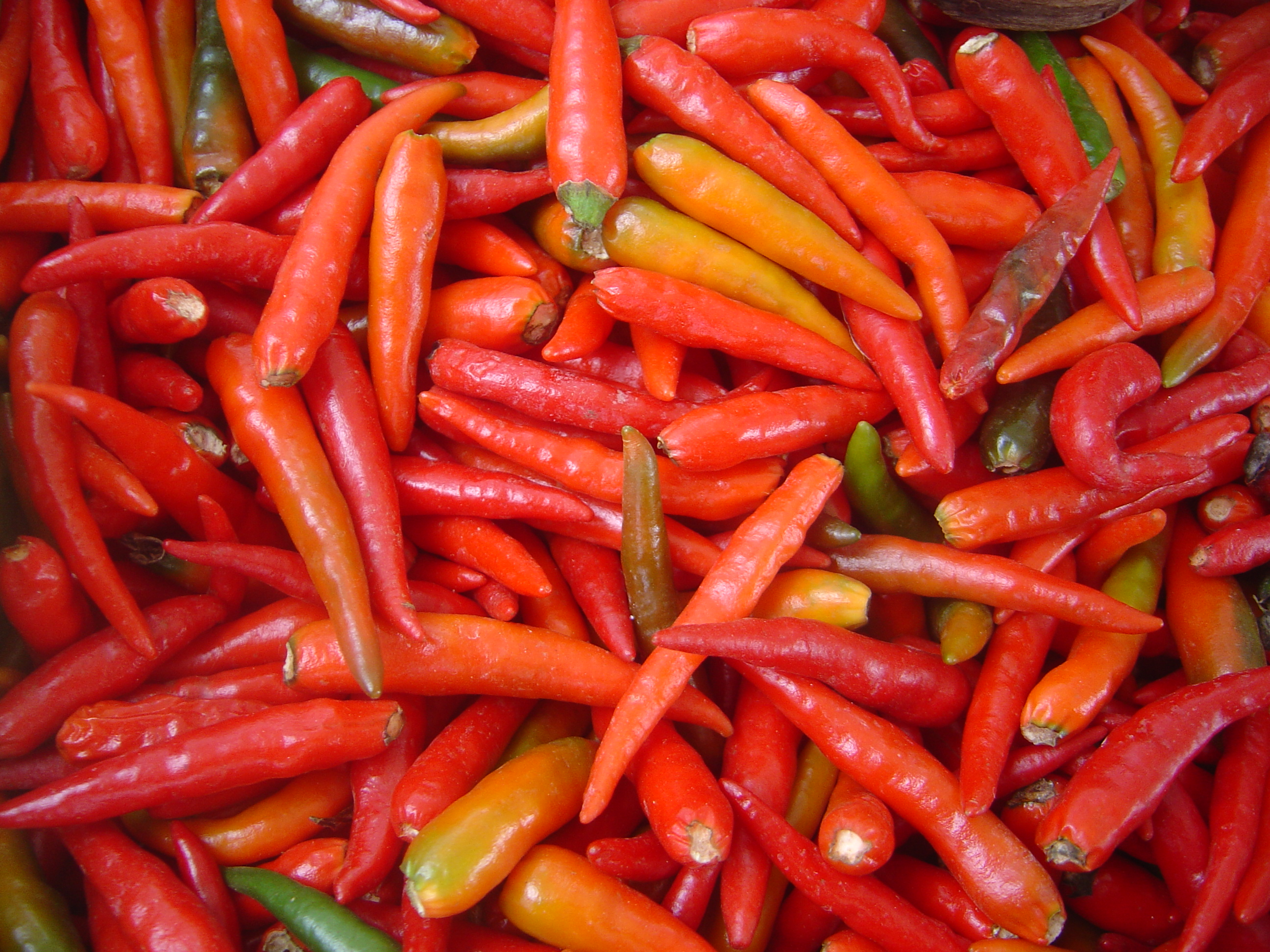
O nome do bairro se deve ao fato de que os índios cultivavam plantações de pimentas nesta região.

Pimentas é um bairro da Região Leste da Grande São Paulo, pertencente ao município de Guarulhos.
O Pimentas é localizado na região leste do município de Guarulhos, ocupando uma área de aproximadamente 14,83 km², segundo a Secretaria de Desenvolvimento Urbano. Segundo o censo de 2000, o bairro contava com cerca de 134 mil habitantes, tendo esse número se elevado para 156.748 no censo de 2010, sendo o mais populoso de Guarulhos. Limita-se com Itaquaquecetuba (leste), os distritos paulistanos de São Miguel Paulista e Jardim Helena (sul e sudeste), Cumbica (oeste) e  Bonsucesso (norte). Por ser cortado pelas Rodovias Presidente Dutra (norte) e Ayrton Senna (sul), a região tem se tornado um grande alvo de interesse de empresas de diversos setores, bem como de empreendimentos imobiliários. Segundo trabalho realizado pela AGENDE Guarulhos, com base no censo de 2010, o bairro do Pimentas possuí IDH (Índice de Desenvolvimento Humano) de 0,733, considerando alto.

## História
Muito pouco se sabe sobre a história da origem do bairro. Alguns historiadores locais apontam que o bairro se originou de um pequeno povoamento ao longo da estrada de ligava o Aldeamento de São Miguel (atual  São Miguel Paulista) ao povoamento de  Bonsucesso. Atualmente esta estrada é denominada Estrada Presidente Juscelino Kubstchek de Oliveira. No livro Cronologia Guarulhense (escrito por João Ranali) a primeira citação sobre o bairro é datada do início do século XIX, sendo que a região era denominada Aldeamento de São Miguel.

### Origem do nome
A origem do nome do bairro também é incerta: a versão mais aceita e de que os índios que habitavam a região no período de colonização cultivavam pimentas, o que originou o nome do local.[carece de fontes?] Existe outra vertente que defende que o nome veio do nome de uma grande propriedade rural localizada na região. E ainda uma terceira corrente afirma que Pimenta era o sobrenome de uma família de fazendeiros da região.

## Século XX
O bairro começou a ser ocupado de forma intensa em meados do Século XX, causado pelo intenso fluxo migratório ocorrido no Brasil (em especial a Migração nordestina). Muitos operários, com poucas condições de se fixarem nas regiões centrais de Guarulhos, acabaram se dirigindo para o leste e norte do município. A região do bairro dos Pimentas, por ser cortada por inúmeros rios e córregos e pelo Rio Tietê, desenvolveu intensa atividade oleira. Inúmeras Olarias e portos de areia eram encontrados na região nas décadas de 1950, 1960 e 1970. Neste período, a política e o desenvolvimento econômico e social de Guarulhos estavam intimamente ligados ao da capital paulista.  Neste cenário, o crescimento e desenvolvimento do bairro ficaram atrelados ao de São Miguel Paulista. Durante décadas, a população da região dependia visceralmente do comércio e serviços do referido bairro da Zona Leste. Cabe ressaltar que a distancia entre a região dos Pimentas e São Miguel Paulista é bem menor do que ao Centro de Guarulhos. Essa ligação perdeu muita força com o passar dos anos, mas tal dependência ainda é percebida, principalmente entre os moradores mais antigos da região.
Entre as décadas de 1980 e 2000, os problemas gerados pela ocupação desordenada da região chegaram a pontos críticos. Por não haver uma preocupação com os assentamentos à época, o bairro desenvolveu um grande número de locais com habitações irregulares, sem infra-estrutura adequada, o que levou a favelização da região. Tal problema está sendo combatido, ao passo que os governos (municipal, estadual e federal) estão direcionando investimentos, a fim de contemplar a construção de moradias populares na região.

## Investimentos
Nas duas ultimas décadas, o distrito vem recebendo inúmeros investimentos públicos e privados. Os bairros vizinhos do Aracilia, Água Chata e Itaim que já possuíam laços históricos com o Pimentas, são entendidos como partes integrantes desta região. Entende-se que a inauguração do Hospital Municipal Pimentas-Bonsucesso, do primeiro CEU (Centro de Educação Unificado) de Guarulhos no bairro e do Shopping Bonsucesso (que apesar de possuir este nome, pertence a região do Pimentas), durante a gestão do então prefeito Elói Pietá, deu início ao " nascimento dos setores comercial e de serviços" na região. Atualmente, o bairro é considerado pela Lei de Zoneamento Urbano de Guarulhos, como um dos sete subcentros do município.

## Subdivisão
O Pimentas é classificado como bairro, segundo divisão da Prefeitura Municipal de Guarulhos. A região possuí mais de sessenta vizinhanças menores em seu interior, sendo os mais destacados:
Jardim Pimentas: Localiza-se ao sul do bairro. É o ponto de origem de toda a região, nascendo em um dos pontos da estrada que ligava as antigos aldeamentos de São Miguel e Bonsucesso. O bairro é composto por uma mescla de residencias de classe baixa (com pouca verticalização) e estabelecimentos comerciais;
Parque Jurema: Localiza-se no centro do bairro. É considerado, juntamente com parte do Jardim Nova Cidade, o centro comercial do Pimentas, pela grande presença de estabelecimentos de variados tipos (supermercados, farmácias, bancos, lotéricas, vestuário, calçados, autoescolas, etc);
Jardim Nova Cidade: Localiza-se no centro do bairro. É considerado, juntamente com Parque Jurema, o centro comercial do Pimentas. Os dois bairro são separados pela Estrada Presidente Juscelino Kubitschek de Oliveira;
Conjunto Marcos Freire: Localiza-se a sudeste do bairro, quase na divisa com Itaquaquecetuba. O bairro foi criado na década de 1980 pelo governo do estado de São Paulo, como um conjunto habitacional de casas populares. Com o aumento da população local e nascimento de outros bairros ao redor, o Conjunto Marcos Freire floresceu comercialmente. E chamado pelos moradores mais antigos de "as casinhas";
Vila Paraíso: Localiza-se a noroeste do bairro. Possuí vocação industrial, pela proximidade com a Rodovia Presidente Dutra. A vizinhança possuí uma das unidades do CEU (Centro Educacional Unificado).
Além destes citados acima, outros que merecem destaque são:
- Parque Estela
- Jardim Angélica
- Jardim Santa Maria
- Jardim Guilhermino
- Jardim Brasil
- Jardim Bela Vista
- Parque das Nações
- Jardim Silvestre
- Jardim  Paulista
- Jardim Leblon
- Parque Centenário
- Vila Izabel
- Vila Alzira
- Parque São Miguel
- Jardim Santo Afonso
- Jardim Arujá
- Jardim Dona Luisa
- Jardim Tupinambá
- Jardim Arapongas
- Jardim Oliveira
- Jardim Normandia
- Jardim Ferrão
- Jardim Carvalho
- Jardim Rodolfo
- Vila Itaí
- Jardim Ansalca
- Sítio São Francisco
- Parque Jandaia
- Parque Maria Helena
- Maria de Loudres
- Vila São Gabriel
- Jardim Vermelhão
- Vila Any
- Tijuco Preto

## Principais avenidas
A região também e a que mais possuí vias no município. Dentre as principais podemos citar as seguintes:
- Estrada Presidente Juscelino Kubitschek de Oliveira - A principal avenida da região. Ela corta o bairro de ponta a ponta, iniciando-se na divisa do Pimentas com o distrito paulistano do Jardim Helena e terminando na rodovia Presidente Dutra (no chamado Trevo de Bonsucesso). Por ser considerada uma das maiores avenidas de Guarulhos em extensão, a mesma agrupa grande parte dos principais estabelecimentos comerciais, industrias e prestadoras de serviço da região. Esta via também é um grande corredor de ônibus e automóveis e recebe grande fluxo de pessoas nos horários de pico e aos fins de semana;

- Avenida Jurema - Uma travessa da Estrada Presidente Juscelino Kubitschek de Oliveira, iniciando-se nesta via e terminando na rua Jacutinga. Esta avenida corta os bairros do Parque Jurema e Parque Estela, tendo nos últimos anos recebido um grande número de comércios e prestadoras de serviço;

- Estrada do Sacramento - esta via corta os bairros do Jardim Tupinambá, Marcos Freire e Jardim Maria Alice. Na região do conjunto Marcos Freire, o comércio se faz intenso, e a aglomeração de pessoas se faz presente na região onde estão instalados  quiosques comerciais;

- Avenida José Miguel Ackel - Grande via que se inicia na  Estrada Presidente Juscelino Kubitschek de Oliveira e termina no bairro da Vila Paraíso. O comércio se faz intenso na região que compreende o bairro do Parque Centenário até o bairro da Vila Isabel;

- Estrada de Água Chata - Via de forma circular, que começa e termina na Estrada Presidente Juscelino Kubitschek de Oliveira (Parque Jandaia/Trevo do Bonsucesso). Esta avenida é uma via muito antiga da região, servindo de ligação entre São Miguel e Itaquaquecetuba. Ela passa por diversas regiões distintas cruzando os limites do município de Guarulhos várias vezes;

Outras vias importantes são a Estrada do Itaim (região da Vila Any) liga ao bairro Itaim Paulista na capital, Rua Centenário (Parque Centenário) e Estrada Velha Pimentas-São Miguel (Jardim Arapongas) liga a Cidade Jardim Cumbica a Nitro Química em São Miguel Paulista já na capital.

## Parques e praças
Considerando seu desenvolvimento, a região não conta com muitos parques e praças. Dentre as existentes, a principal área verde da Região é o Parque Escola Chico Mendes, localizado no Jardim Oliveira. Dentre as praças, vale citar a Praça Prefeito Felício Antônio Alves (Praça do Pimentas), Praça Eduardo Tadeu Mudalen (Parque Estela) e Praça da Estrada do Sacramento (Marcos Freire).

## Indústrias
Apesar do bairro não possuir perfil industrial, o Pimentas conta com empresas tradicionais na região. Os maiores aglomerados industriais do bairro localizam-se às margens da Rodovia Ayrton Senna em ambos os sentidos, bem como nos bairros Jardim Santo Afonso e Jardim Arapongas, ambos na divisa com o bairro de Cumbica. Quando ampliamos para a Regional (4) do Pimentas, temos que enaltecer as regiões industriais do Parque Brasília, Jardim Aracília, Água Chata e Centro Industrial (Avenida Amâncio Gaiolli). Grandes empresas estão presentes na região em diversos locais, como: 
| Empresa            | Locais próximos                                  | Endereço                                                                              | Observações                                                    |
| ------------------ | ------------------------------------------------ | ------------------------------------------------------------------------------------- | -------------------------------------------------------------- |
| Bauducco (Fábrica) | Av. José Miguel Ackel e CEU Paraíso Alvorada.    | R. Carlo Bauduco, 200 - Vila Paraiso, Guarulhos - SP, 07241-310                       | Possui também uma distribuidora próxima à Rodovia Ayrton Senna |
| INAPEL             | CEU Parque São Miguel e Condomínio Acqua Park    | Estr. Pres. Juscelino K. de Oliveira - Jardim Pres. Dutra, Guarulhos - SP             |                                                                |
| Fanavid            | Karina, Bauducco, Rod. Pres. Dutra e Jd. Cumbica | Av. José Miguel Ackel, 10 - 3A - Parque Industrial Cumbica, Guarulhos - SP, 07241-090 |                                                                |

## Equipamentos públicos
O bairro tem recebido instalações de equipamentos públicos. Dentre eles cabe destacar o Posto do INSS (Estrada Presidente Juscelino Kubstchek de Oliveira), CIC - Centro de Integração de Cidadania (Marcos Freire), CIET - Centro Integrado de Emprego, Trabalho e Renda (Parque São Miguel), duas agências do Fácil (Parque Jurema e Marcos Freire) e duas agências dos Correios (Pimentas e Jurema). O bairro também conta com uma unidade do Conselho Tutelar (Jardim Arujá), Secretaria de Saúde (Parque Jurema), Procon (Marcos Freire) e Sede da Regional 4 (Jardim Albertina). Também estão instalados no bairro o 4º Distrito Policial de Guarulhos (Parque Alvorada) e 1ª Companhia do 44º Batalhão da Polícia Militar.

## Educação e cultura
O bairro possui cerca de 80 instituições de ensino (municipais, creches, estaduais e particulares), além da Escola de Filosofia, Letras e Ciências Humanas da Universidade Federal de São Paulo (primeira e única universidade pública da Região do Alto Tietê). A região também conta com o Teatro Adamastor Pimentas e com três unidades do CEU (Centro Unificado de Educação), uma no Jardim Nova Cidade  outro na Vila Paraíso. Existe projeto aprovado da Prefeitura relativo a construção do quarto CEU da região, que se localizará no bairro da Vila Any.

## Transporte público
A região do bairro do Pimentas conta com diversas linhas de ônibus e micro-ônibus, totalizando quarenta e uma linhas que se originam no bairro. Estas fazem a ligação entre as localidades de Guarulhos, bem como a ligação com diversos pontos da Zona Leste e Central de São Paulo (São Miguel Paulista, Itaim Paulista, Itaquera,  Penha, Brás, Carrão, Armênia e os municípios de Arujá e Itaquaquecetuba. Grande parte dessas linhas de Ônibus convergem para o Terminal Municipal Pimentas, localizado na Estrada Presidente Juscelino Kubitschek de Oliveira. Além dos ônibus convencionais, a região (bem como todo município de Guarulhos) é servido por micro-ônibus, que são responsáveis pela ligação entre o terminal e outros pontos do bairro. Além do transporte rodoviário, existe a proposta de uma linha ferroviária da Companhia Paulista de Trens Metropolitanos, que ligaria o bairro de Bonsucesso ao Jardim Irene em Santo André passando pela região dos Pimentas, possuindo duas estações: Pimentas e Sacramento, a linha em questão é a Linha 14-Ônix. 

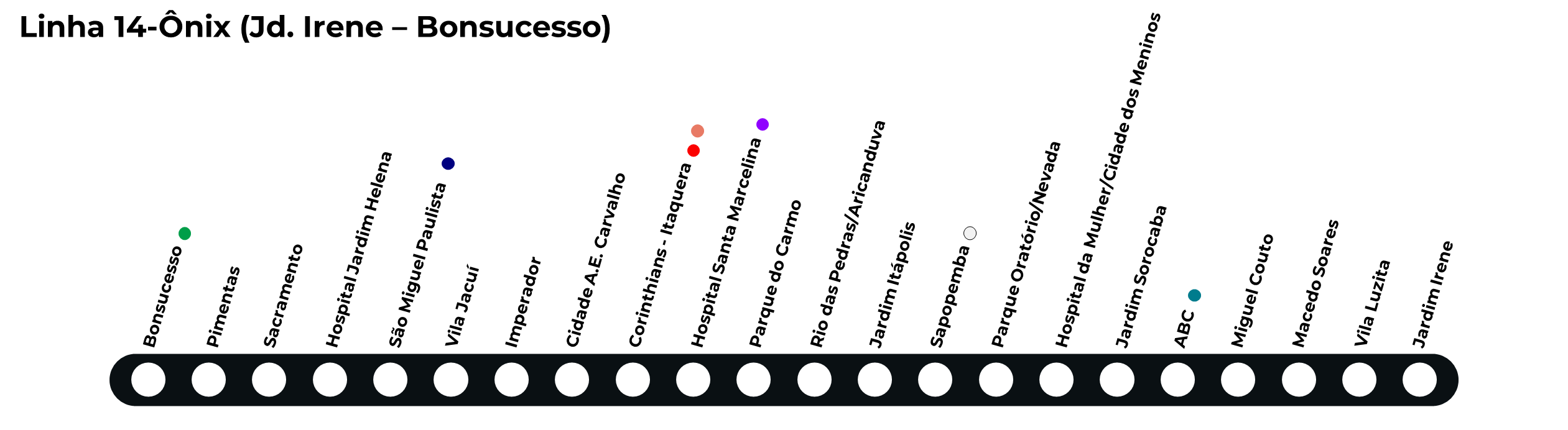
Diagrama de estações do possível eixo ferroviário

## Comércio e serviços
O bairro e região tem ganhado destaque para o florescente crescimento do comércio e de prestadores de serviço. Cabe destacar o Shopping Bonsucesso, inaugurado em 2006, conta com 146 lojas e ocupa uma área de quase 60 mil m², sendo o segundo maior centro de compras do município de Guarulhos. A região também conta com cinco agências bancárias (Banco Itaú, Bradesco, duas agências da Caixa Econômica Federal e Banco do Brasil). Em relação aos supermercados e atacadistas, a região conta com duas unidades do supermercado Nagumo (Pimentas e Jurema), duas unidades do supermercado X (Água Chata e Marcos Freire), SPANI Atacadista (Parque Alvorada), Roldão e Tenda Atacadista (dentro do Shopping Bonsucesso), além da unidade do CEAG (Central de Abastecimento de Guarulhos), semelhante ao CEAGESP.
Cabe ressaltar a área comercial que se origina na esquina das avenidas Jurema e Juscelino Kubitschek de Oliveira. Essa área é considerada pela Lei de Zoneamento como sendo um dos sete sub-centros do município.